# 鬼平犯科帳全作品一覧
鬼平犯科帳全作品一覧（おにへいはんかちょうぜんさくひんいちらん）
池波正太郎の捕物帳『鬼平犯科帳』の一覧。

## 作品一覧
以下、文庫本の巻分け、配列順序によって全作品を示す。第一巻「浅草・御厩河岸」を「唖の十蔵」の前に持ってくれば発表順となる。なお、単行本と文庫本では収録の範囲が巻によって違う（文庫十三巻＝単行本八巻「一本眉」以降は一致）。
| 題                             | 文庫本収録巻数 | 単行本収録巻数        |
| ------------------------------ | -------------- | --------------------- |
| 唖の十蔵                       | 第一巻         | 第一巻 「鬼平犯科帳」 |
| 本所・桜屋敷                   | 第一巻         | 第一巻 「鬼平犯科帳」 |
| 血頭の丹兵衛                   | 第一巻         | 第一巻 「鬼平犯科帳」 |
| 浅草・御厩河岸                 | 第一巻         | 第一巻 「鬼平犯科帳」 |
| 老盗の夢                       | 第一巻         | 第一巻 「鬼平犯科帳」 |
| 暗剣白梅香                     | 第一巻         | 第一巻 「鬼平犯科帳」 |
| 座頭と猿                       | 第一巻         | 第一巻 「鬼平犯科帳」 |
| むかしの女                     | 第一巻         | 第一巻 「鬼平犯科帳」 |
| 蛇の眼                         | 第二巻         | 第一巻 「鬼平犯科帳」 |
| 谷中・いろは茶屋               | 第二巻         | 第一巻 「鬼平犯科帳」 |
| 女掏摸お富                     | 第二巻         | 第一巻 「鬼平犯科帳」 |
| 妖盗葵小僧                     | 第二巻         | 第一巻 「鬼平犯科帳」 |
| 密偵                           | 第二巻         | 第二巻 「兇剣」       |
| お雪の乳房                     | 第二巻         | 第二巻 「兇剣」       |
| 埋蔵金千両                     | 第二巻         | 第二巻 「兇剣」       |
| 麻布ねずみ坂                   | 第三巻         | 第二巻 「兇剣」       |
| 盗法秘伝                       | 第三巻         | 第二巻 「兇剣」       |
| 艶婦の毒                       | 第三巻         | 第二巻 「兇剣」       |
| 兇剣                           | 第三巻         | 第二巻 「兇剣」       |
| 駿州・宇津谷峠                 | 第三巻         | 第二巻 「兇剣」       |
| むかしの男                     | 第三巻         | 第二巻 「兇剣」       |
| 霧の七郎                       | 第四巻         | 第二巻 「兇剣」       |
| 五年目の客                     | 第四巻         | 第二巻 「兇剣」       |
| 密通                           | 第四巻         | 第三巻 「血闘」       |
| 血闘                           | 第四巻         | 第三巻 「血闘」       |
| あばたの新助                   | 第四巻         | 第三巻 「血闘」       |
| おみね徳次郎                   | 第四巻         | 第三巻 「血闘」       |
| 敵                             | 第四巻         | 第三巻 「血闘」       |
| 夜鷹殺し                       | 第四巻         | 第三巻 「血闘」       |
| 深川・千鳥橋                   | 第五巻         | 第三巻 「血闘」       |
| 乞食坊主                       | 第五巻         | 第三巻 「血闘」       |
| 女賊                           | 第五巻         | 第三巻 「血闘」       |
| おしゃべり源八                 | 第五巻         | 第三巻 「血闘」       |
| 兇賊                           | 第五巻         | 第三巻 「血闘」       |
| 山吹屋お勝                     | 第五巻         | 第三巻 「血闘」       |
| 鈍牛                           | 第五巻         | 第四巻 「狐火」       |
| 礼金二百両                     | 第六巻         | 第四巻 「狐火」       |
| 猫じゃらしの女                 | 第六巻         | 第四巻 「狐火」       |
| 剣客                           | 第六巻         | 第四巻 「狐火」       |
| 狐火                           | 第六巻         | 第四巻 「狐火」       |
| 大川の隠居                     | 第六巻         | 第四巻 「狐火」       |
| 盗賊人相書                     | 第六巻         | 第四巻 「狐火」       |
| のっそり医者                   | 第六巻         | 第四巻 「狐火」       |
| 雨乞い庄右衛門                 | 第七巻         | 第四巻 「狐火」       |
| 隠居金七百両                   | 第七巻         | 第四巻 「狐火」       |
| はさみ撃ち                     | 第七巻         | 第四巻 「狐火」       |
| 掻堀のおけい                   | 第七巻         | 第四巻 「狐火」       |
| 泥鰌の和助始末                 | 第七巻         | 第五巻「流星」        |
| 寒月六間堀                     | 第七巻         | 第五巻「流星」        |
| 盗賊婚礼                       | 第七巻         | 第五巻「流星」        |
| 用心棒                         | 第八巻         | 第五巻「流星」        |
| あきれた奴                     | 第八巻         | 第五巻「流星」        |
| 明神の次郎吉                   | 第八巻         | 第五巻「流星」        |
| 流星                           | 第八巻         | 第五巻「流星」        |
| 白と黒                         | 第八巻         | 第五巻「流星」        |
| あきらめきれずに               | 第八巻         | 第五巻「流星」        |
| 雨引の文五郎                   | 第九巻         | 第五巻「流星」        |
| 鯉肝のお里                     | 第九巻         | 第五巻「流星」        |
| 泥亀                           | 第九巻         | 第五巻「流星」        |
| 本門寺暮雪                     | 第九巻         | 第六巻 「追跡」       |
| 浅草・鳥越橋                   | 第九巻         | 第六巻 「追跡」       |
| 白い粉                         | 第九巻         | 第六巻 「追跡」       |
| 狐雨                           | 第九巻         | 第六巻 「追跡」       |
| 犬神の権三                     | 第十巻         | 第六巻 「追跡」       |
| 蛙の長助                       | 第十巻         | 第六巻 「追跡」       |
| 追跡                           | 第十巻         | 第六巻 「追跡」       |
| 五月雨坊主                     | 第十巻         | 第六巻 「追跡」       |
| むかしなじみ                   | 第十巻         | 第六巻 「追跡」       |
| 消えた男                       | 第十巻         | 第六巻 「追跡」       |
| お熊と茂平                     | 第十巻         | 第六巻 「追跡」       |
| 男色一本饂飩                   | 第十一巻       | 第六巻 「追跡」       |
| 土蜘蛛の金五郎                 | 第十一巻       | 第七巻 「密告」       |
| 穴                             | 第十一巻       | 第七巻 「密告」       |
| 泣き味噌屋                     | 第十一巻       | 第七巻 「密告」       |
| 密告                           | 第十一巻       | 第七巻 「密告」       |
| 毒                             | 第十一巻       | 第七巻 「密告」       |
| 雨隠れの鶴吉                   | 第十一巻       | 第七巻 「密告」       |
| いろおとこ                     | 第十二巻       | 第七巻 「密告」       |
| 高杉道場・三羽烏               | 第十二巻       | 第七巻 「密告」       |
| 見張りの見張り                 | 第十二巻       | 第七巻 「密告」       |
| 密偵たちの宴                   | 第十二巻       | 第七巻 「密告」       |
| 二つの顔                       | 第十二巻       | 第七巻 「密告」       |
| 白蝮                           | 第十二巻       | 第七巻 「密告」       |
| 二人女房                       | 第十二巻       | 第七巻 「密告」       |
| 熱海みやげの宝物               | 第十三巻       | 第八巻 「一本眉」     |
| 殺しの波紋                     | 第十三巻       | 第八巻 「一本眉」     |
| 夜針の音松                     | 第十三巻       | 第八巻 「一本眉」     |
| 墨つぼの孫八                   | 第十三巻       | 第八巻 「一本眉」     |
| 春雪                           | 第十三巻       | 第八巻 「一本眉」     |
| 一本眉                         | 第十三巻       | 第八巻 「一本眉」     |
| あごひげ三十両                 | 第十四巻       | 第九巻 「五月闇」     |
| 尻毛の長右衛門                 | 第十四巻       | 第九巻 「五月闇」     |
| 殿さま栄五郎                   | 第十四巻       | 第九巻 「五月闇」     |
| 浮世の顔                       | 第十四巻       | 第九巻 「五月闇」     |
| 五月闇                         | 第十四巻       | 第九巻 「五月闇」     |
| さむらい松五郎                 | 第十四巻       | 第九巻 「五月闇」     |
| 「雲竜剣」赤い空               | 第十五巻       | 第十巻 「雲竜剣」     |
| 「雲竜剣」剣客医者             | 第十五巻       | 第十巻 「雲竜剣」     |
| 「雲竜剣」闇                   | 第十五巻       | 第十巻 「雲竜剣」     |
| 「雲竜剣」流れ星               | 第十五巻       | 第十巻 「雲竜剣」     |
| 「雲竜剣」急変の日             | 第十五巻       | 第十巻 「雲竜剣」     |
| 「雲竜剣」落ち鱸               | 第十五巻       | 第十巻 「雲竜剣」     |
| 「雲竜剣」秋天清々             | 第十五巻       | 第十巻 「雲竜剣」     |
| 影法師                         | 第十六巻       | 第十一巻 「影法師」   |
| 網虫のお吉                     | 第十六巻       | 第十一巻 「影法師」   |
| 白根の万左衛門                 | 第十六巻       | 第十一巻 「影法師」   |
| 火付け船頭                     | 第十六巻       | 第十一巻 「影法師」   |
| 見張りの糸                     | 第十六巻       | 第十一巻 「影法師」   |
| 霜夜                           | 第十六巻       | 第十一巻 「影法師」   |
| 「鬼火」権兵衛酒屋             | 第十七巻       | 第十二巻 「鬼火」     |
| 「鬼火」危急の夜               | 第十七巻       | 第十二巻 「鬼火」     |
| 「鬼火」旧友                   | 第十七巻       | 第十二巻 「鬼火」     |
| 「鬼火」闇討ち                 | 第十七巻       | 第十二巻 「鬼火」     |
| 「鬼火」丹波守下屋敷           | 第十七巻       | 第十二巻 「鬼火」     |
| 「鬼火」見張りの日々           | 第十七巻       | 第十二巻 「鬼火」     |
| 「鬼火」汚れ道                 | 第十七巻       | 第十二巻 「鬼火」     |
| 俄か雨                         | 第十八巻       | 第十三巻 「草雲雀」   |
| 馴馬の三蔵                     | 第十八巻       | 第十三巻 「草雲雀」   |
| 蛇苺                           | 第十八巻       | 第十三巻 「草雲雀」   |
| 一寸の虫                       | 第十八巻       | 第十三巻 「草雲雀」   |
| おれの弟                       | 第十八巻       | 第十三巻 「草雲雀」   |
| 草雲雀                         | 第十八巻       | 第十三巻 「草雲雀」   |
| 霧の朝                         | 第十九巻       | 第十四巻 「霧の朝」   |
| 妙義の団右衛門                 | 第十九巻       | 第十四巻 「霧の朝」   |
| おかね新五郎                   | 第十九巻       | 第十四巻 「霧の朝」   |
| 逃げた妻                       | 第十九巻       | 第十四巻 「霧の朝」   |
| 雪の果て                       | 第十九巻       | 第十四巻 「霧の朝」   |
| 引き込み女                     | 第十九巻       | 第十四巻 「霧の朝」   |
| おしま金三郎                   | 第二十巻       | 第十五巻 「助太刀」   |
| 二度ある事は                   | 第二十巻       | 第十五巻 「助太刀」   |
| 顔                             | 第二十巻       | 第十五巻 「助太刀」   |
| 怨恨                           | 第二十巻       | 第十五巻 「助太刀」   |
| 高萩の捨五郎                   | 第二十巻       | 第十五巻 「助太刀」   |
| 助太刀                         | 第二十巻       | 第十五巻 「助太刀」   |
| 寺尾の治兵衛                   | 第二十巻       | 第十五巻 「助太刀」   |
| 泣き男                         | 第二十一巻     | 第十六巻 「春の淡雪」 |
| 瓶割り小僧                     | 第二十一巻     | 第十六巻 「春の淡雪」 |
| 麻布一本松                     | 第二十一巻     | 第十六巻 「春の淡雪」 |
| 討ち入り市兵衛                 | 第二十一巻     | 第十六巻 「春の淡雪」 |
| 春の淡雪                       | 第二十一巻     | 第十六巻 「春の淡雪」 |
| 男の隠れ家                     | 第二十一巻     | 第十六巻 「春の淡雪」 |
| 「迷路」豆甚にいた女           | 第二十二巻     | 第十七巻 「迷路」     |
| 「迷路」夜鴉                   | 第二十二巻     | 第十七巻 「迷路」     |
| 「迷路」逢魔が時               | 第二十二巻     | 第十七巻 「迷路」     |
| 「迷路」人相書二枚             | 第二十二巻     | 第十七巻 「迷路」     |
| 「迷路」法妙寺の九十郎         | 第二十二巻     | 第十七巻 「迷路」     |
| 「迷路」梅雨の毒               | 第二十二巻     | 第十七巻 「迷路」     |
| 「迷路」座頭徳の市             | 第二十二巻     | 第十七巻 「迷路」     |
| 「迷路」托鉢坊主               | 第二十二巻     | 第十七巻 「迷路」     |
| 「迷路」麻布・暗闇坂           | 第二十二巻     | 第十七巻 「迷路」     |
| 「迷路」高潮                   | 第二十二巻     | 第十七巻 「迷路」     |
| 「迷路」引鶴                   | 第二十二巻     | 第十七巻 「迷路」     |
| 隠し子                         | 第二十三巻     | 第十八巻 「炎の色」   |
| 「炎の色」夜鴉の声             | 第二十三巻     | 第十八巻 「炎の色」   |
| 「炎の色」囮                   | 第二十三巻     | 第十八巻 「炎の色」   |
| 「炎の色」荒神のお夏           | 第二十三巻     | 第十八巻 「炎の色」   |
| 「炎の色」おまさとお園         | 第二十三巻     | 第十八巻 「炎の色」   |
| 「炎の色」盗みの季節           | 第二十三巻     | 第十八巻 「炎の色」   |
| 「炎の色」押し込みの夜         | 第二十三巻     | 第十八巻 「炎の色」   |
| 女密偵女賊                     | 第二十四巻     | 第十九巻 「誘拐」     |
| ふたり五郎蔵                   | 第二十四巻     | 第十九巻 「誘拐」     |
| 「誘拐」相川の虎次郎           | 第二十四巻     | 第十九巻 「誘拐」     |
| 「誘拐」お熊の茶店             | 第二十四巻     | 第十九巻 「誘拐」     |
| 「誘拐」浪人神谷勝平           | 第二十四巻     | 第十九巻 「誘拐」     |
| 「乳房」男の家                 | 番外編         | 番外編                |
| 「乳房」阿呆鴉                 | 番外編         | 番外編                |
| 「乳房」十一屋語り草           | 番外編         | 番外編                |
| 「乳房」倉ヶ野の旦那           | 番外編         | 番外編                |
| 「乳房」再・十一屋語り草       | 番外編         | 番外編                |
| 「乳房」五年後                 | 番外編         | 番外編                |
| 「乳房」豆岩の岩五郎           | 番外編         | 番外編                |
| 「乳房」回生堂主人             | 番外編         | 番外編                |
| 「乳房」縁                     | 番外編         | 番外編                |
| 「乳房」月夜饅頭               | 番外編         | 番外編                |
| 「乳房」雑司が谷・鬼子母神境内 | 番外編         | 番外編                |